# Братя Грим (награда)
Литературната награда „Братя Грим“ (на немски: Brüder-Grimm-Preis der Stadt Hanau) е учредена през 1983 г. в град Ханау, провинция Хесен. Отличието има за цел да оцени или поощри изтъкната литературна творба на немски език в областта на прозата, лириката или драмата. Присъжда се на всеки две години от град Ханау в чест на родените там Братя Грим.
От 2005 г. наградата е в размер на 10 000 €. (При двама лауреати премията се поделя.)

## Носители на наградата (подбор)
- Волфганг Хилбиг (1983)
- Ана Митгуч (1985)
- Наташа Водин (1989)
- Моника Марон (1991)
- Адолф Ендлер (1995)
- Георг Клайн (1999)
- Хайнц Чеховски (2001)
- Кристоф Хайн (2001) (професура)
- Фелицитас Хопе (2004)
- Наташа Водин (2009)
- Кристоф Рансмайр (2013)